# Canopus (prueba nuclear)
Operación Canopus, o sencillamente Canopus, fue el nombre clave de la primera prueba termonuclear francesa. Fue conducida por el Pacific Carrier Battle Group (apodado Alpha Force) el 24 de agosto de 1968 en el Pacific Experiment Center, cerca de Fangataufa en la Polinesia Francesa. La prueba convirtió a Francia en el quinto país en probar un dispositivo termonuclear después de Estados Unidos, la Unión Soviética, Reino Unido y China.

## Historia
En 1966, Francia usó una fusión para impulsar dispositivos de implosión con el disparo de Rigel. Roger Dautray, un físico nuclear, fue seleccionado por Central Eviromental Authority (CEA) para liderar el esfuerzo de desarrollo de construir un arma de dos etapas. Francia no tenía la capacidad de producir los materiales necesarios para un dispositivo termonuclear de dos etapas en ese momento, por lo que se necesitaron 151 toneladas de agua pesada a Noruega y 168 toneladas adicionales a los Estados Unidos. Esta agua pesada entró en reactores nucleares en 1967 para producir tritio necesario para el dispositivo.
Se iba a probar el nuevo dispositivo como parte de una serie de 5 disparos realizada en los ensayos nucleares en Polinesia Francesa. El dispositivo pesaba tres toneladas y utilizaba un deuteruro de litio en la etapa secundaria con una cubierta primaria de uranio enriquecido.
Fangataufa fue seleccionada como la ubicación del disparo debido a su aislamiento con respecto a la base principal en Mururoa. El dispositivo se suspendió de un gran globo lleno de hidrógeno. Fue detonado a las 18:30:00.5 GMT con un rendimiento de 2,6 megatones a una altitud de 548,6 metros. El rendimiento nominal fue 2,6 megatones. Como resultado de la detonación exitosa, se convirtió en la quinta nación termonuclear.
Una flotilla con nombre en código Alfa Force, dirigida por el portaaviones francés Clemenceau, fue desplegada en el Pacífico sur durante el tiempo de la prueba. La fuerza naval presente alrededor de los dos atolones tenía más de 120 000 toneladas de desplazamiento y representaba más del 40% del tonelaje de toda la marina francesa.

## Reacciones Internacionales
El anuncio de Francia a finales de la década de 1960 de probar una bomba de hidrógeno provocó que la República Popular China llevara a cabo una prueba de bomba de hidrógeno a gran escala el 17 de junio de 1967.

## En la cultura popular
La película de 1998 Godzilla utiliza esta prueba en particular como base para el origen del monstruo protagonista, una iguana marina mutada por las consecuencias de la explosión mientras aún estaba en su huevo (sin embargo, el metraje de la película es en realidad de la Prueba de Baker de los Estados Unidos en 1946).